# مبنى البرلمان الإسكتلندي

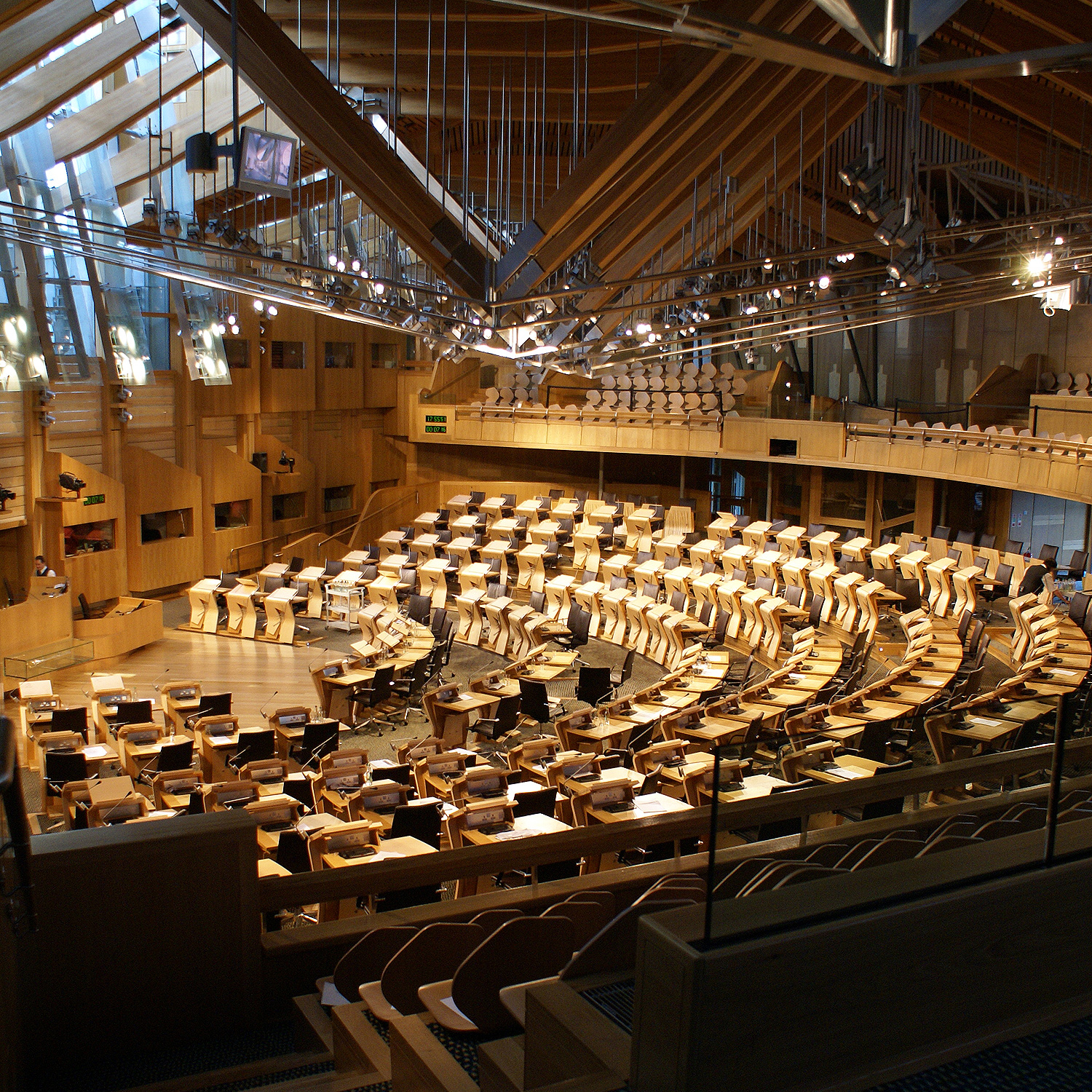
قاعة النقاش في البرلمان الأسكتلندي.

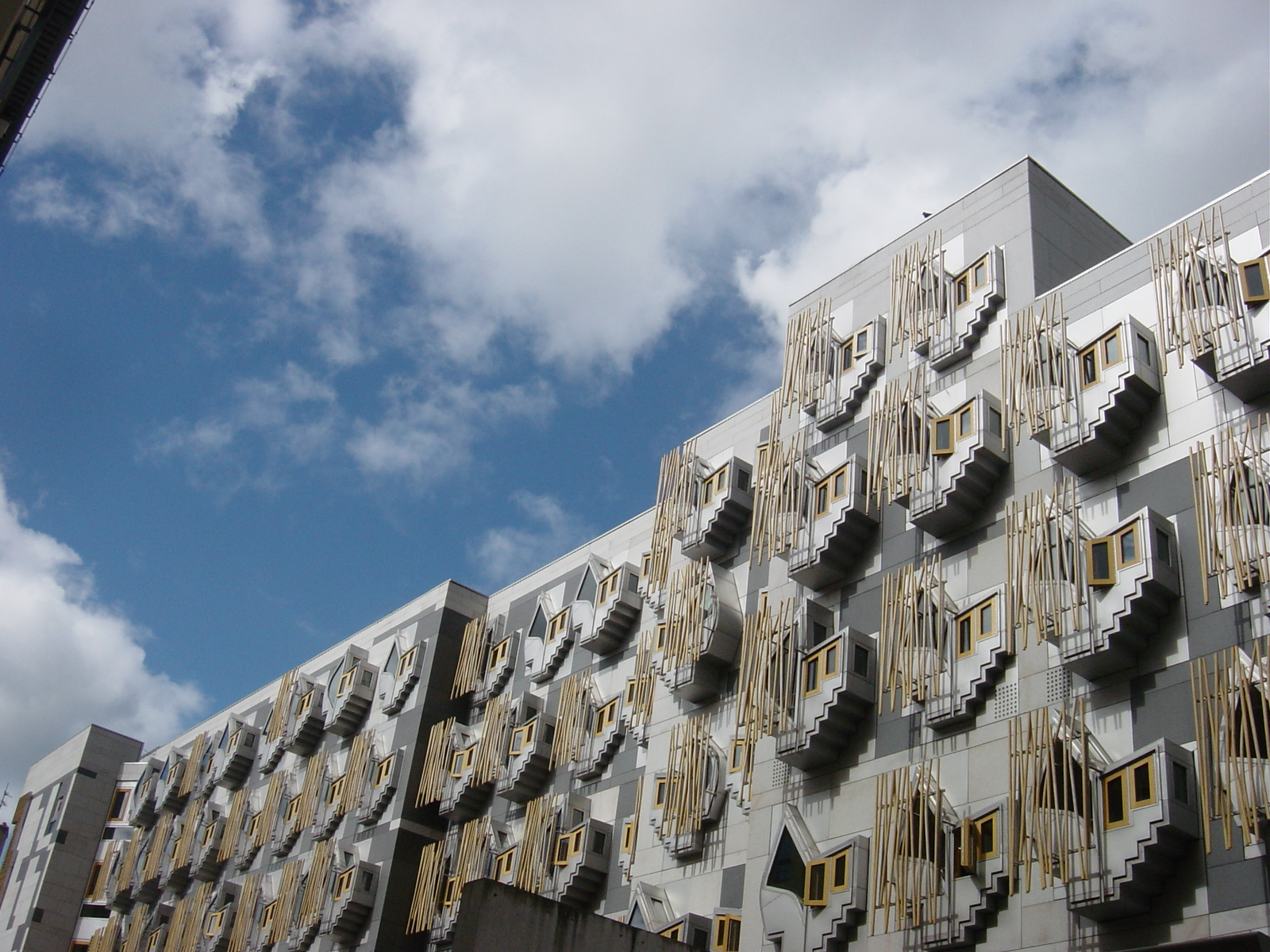
أحد واجهات المبنى.

مبنى البرلمان الاسكتلندي (بالاسكتلندية: Scots Pairlament Biggin) هو مقر البرلمان الاسكتلندي في هوليرود ضمن موقع التراث العالمي في مدينة إدنبرة، المملكة المتحدة. تم تشييده في عام 1999، وتم عقد أولى جلساته في 2004. صممه المعمار الكتالاني إنريك ميراليس، والذي توفي مباشرة بعد إكمال العمل.
البرلمان هو مجمع لعدة أبنية تعكس عدد من الأساليب المعمارية المختلفة، بمساحة طابقية إجمالية مقدارها 31,000 متر مربع، تشمل مساكن أعضاء البرلمان والباحثين والموظفين.

## تاريخ المبنى

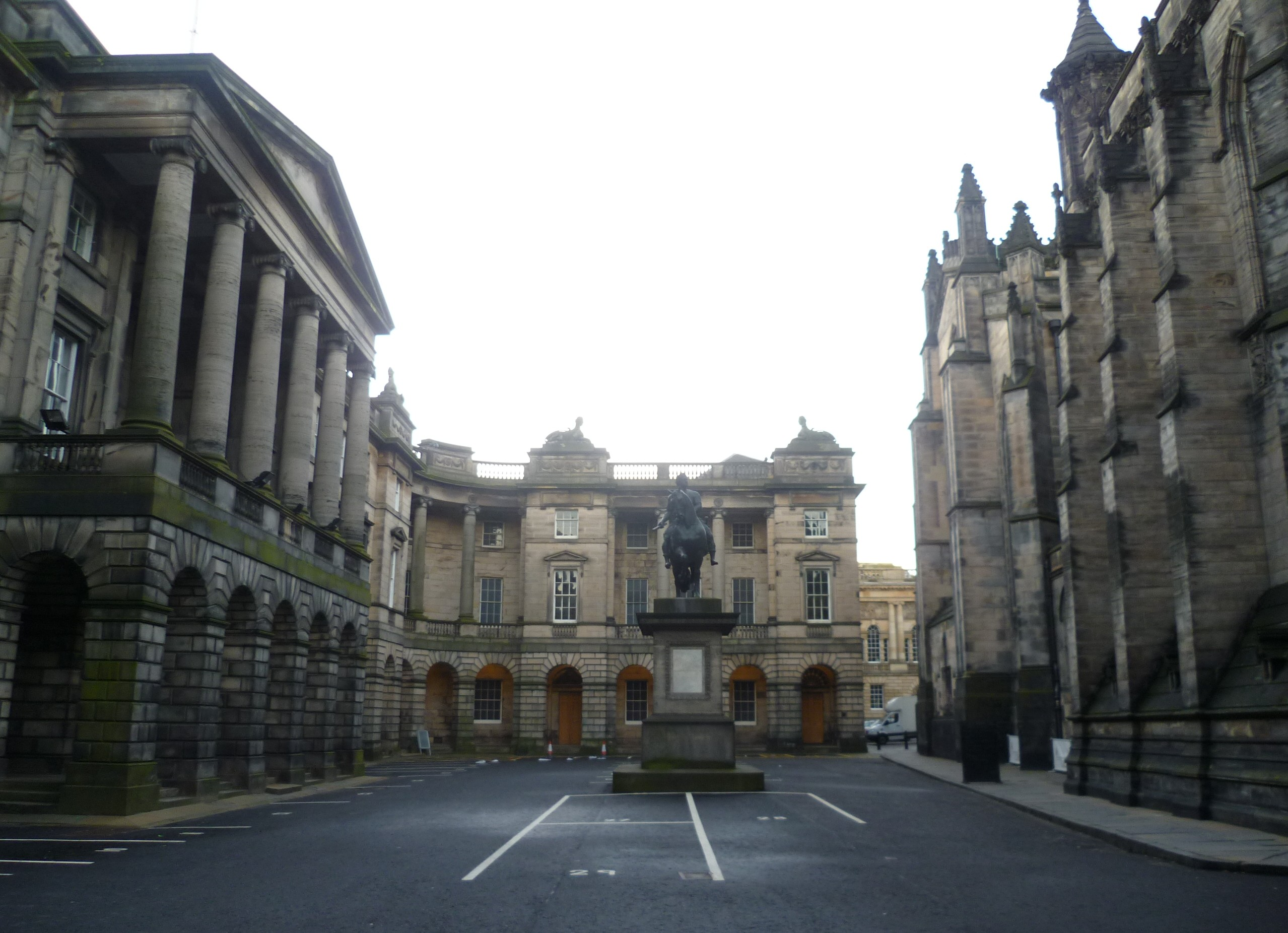
مبنى البرلمان الاسكتلندي القديم قبل 1707. توقفت الحياة البرلمانية فيه لعد قرون حتى بناء المبنى الجديد عام 1999.

قبل عام 1707، كانت مملكة اسكتلندا دولة مستقلة ذات سيادة، ولها برلمانها الخاص بها. في عام 1999 عاد البرلمان الاسكتلندي بعد عدة قرون من التوقف بسبب اتحاد اسكتلندا مع انجلترا في عام 1707. كان هذا الاتحاد نتيجة لقيام أحد ملوك الاسكتلنديين «الملك جيمس» بغزو إنجلترا في مطلع القرن السابع عشر. كان ذلك الملك يؤمن بحقه الإلهي وان كلمته فوق كل شيء. وجاء بعده ابنه شارلز الأول الذي آمن بنفس الفكرة وسعى لمصادرة البرلمان الإنجليزي (ويستمنستر) كما صودر البرلمان الاسكتلندي وسحب منه حرية اتخاذ القرارات والمحاسبة. ولكن الملك شالز الأول لم يفلح في نهاية الأمر وقام البرلمانيون برسائة كرومويل بملاحقته من خلال تكوين جيش تابع للبرلمان ويأتمر بأمر نواب الشعب، والقي القبض على الملك وحوكم وقطعت رقبته. ومنذ الربع الأخير من القرن السابع عشر أصبح نواب الشعب في البرلمان الإنجليزي هم أصحاب الكلمة الأولى في انجلترا وويلز واسكتلندا. الاسكتلنديون من جانبهم احتفظوا بالكثير من خصوصياتهم. فالقانون الاسكتلندي يختلف عن القانون الإنجليزي المعمول به في إنجلترا وويلز، والبنوك الاسكتلندية، مثلا، لها حق أصدار عملة الجنيه الاسترليني بأشكال مختلفة عن تلك التي يصدرها البنك المركزي في لندن. والتنظيمات المدنية جميعها تختلف عن تلك الموجودة في جنوب البلاد.
تجدر الإشارة إلى أنه من عام 1999 وحتى 2004 كانت اجتماعات البرلمان الاسكتلندي تُعقد في قاعة الاجتماعات العامة في كنيسة سكوتلندا بشكل مؤقت.

## الاستدامة

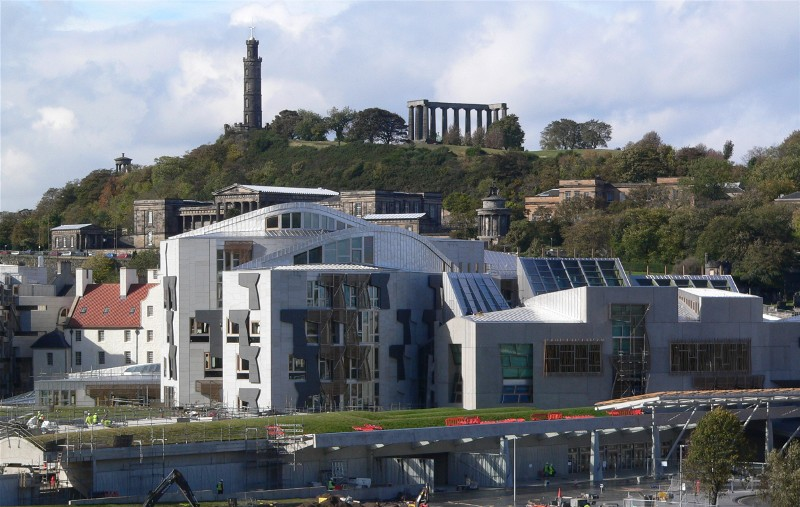
يمكن رؤية الألواح الشمسية ضمن تصميم السقف كجزء من إستراتيجية الاستدامة في المبنى.

تم تصميم البناء -الذي حقق أعلى مستوى في المعيار البيئي البريطاني (BREEAM)- بحيث يشمل على عدد من ميزات الاستدامة، من حيث اختيار الموقع، وبعده عن وسائط النقل العام، بالإضافة إلى استخدام طاقة نظيفة عبر الخلايا الشمسية لتوليد 80% من طاقة المبنى، والمستوى العالي بالعزل لإبقاء المنى دافئ في فصل الشتاء.

## وصلات خارجية
- صور ومعلومات عن عمارة المبنى.
- مراجعة لتصميم المبنى في جريدة الجارديان.
- تصميم البرلمان الأسكتلندي في اسبوع العمارة.